# إيمرسون نونيز
إيمرسون نونيز (بالبرتغالية: Emerson Nunes‏) (21 مارس 1982 في البرازيل - ) هو مدرب كرة قدم ولاعب كرة قدم برازيلي في مركز الدفاع. لعب مع بوتافوغو ريغاتاس ونادي أفاي لكرة القدم ونادي كروزيرو وناسيونال ماديرا وClub Sportivo Sergipe ‏ ونادي أمريكا وIpatinga Futebol Clube ‏.

## وصلات خارجية
- إيمرسون نونيز على موقع قاعدة بيانات كرة القدم.إي يو (الإنجليزية)
- إيمرسون نونيز على موقع Soccerway.com (الإنجليزية)